# Atoms for Peace
Atoms For Peace je americká experimentální rocková/elektronická superskupina. Vznikla v roce 2009 v kalifornském městě Los Angeles a tvoří ji zpěvák skupiny Radiohead Thom Yorke (zpěv, kytara, klavír), baskytarista Red Hot Chili Peppers Flea, dlouholetý producent skupiny Radiohead Nigel Godrich (klávesy, syntezátory, kytary), Joey Waronker ze skupiny R.E.M. (bicí) a brazilský instrumentalista Mauro Refosco z Forro in the Dark (perkuse). Debutové album s názvem Amok zpřístupnili na internetu 18. února 2013 a oficiálně vyšlo 25. února 2013.

## Historie
První veřejné vystoupení odehráli 2. října 2009 v losangeleském Echoplexu. Zazněly tam všechny skladby ze sólového alba Thoma Yorka The Eraser, několik nových písní a „Paperbag Writer“ z repertoáru skupiny Radiohead. Následovaly dvě vystoupení v Orpheum Theatre 4. a 5. října.
V dubnu 2010 se vydali na dvoutýdenní turné po velkých amerických městech. Odehráli celkem osm koncertů a jako předskokan jim posloužil Flying Lotus. Následovalo vystoupení na festivalu Coachella.
5. dubna 2010 předvedli v Roseland Ballroom skladbu, která je podle slov Thoma Yorka jejich první oficiální společnou písní. „Judge, Jury and Executioner“ poprvé zazněla 2. října 2009 během prvního vystoupení v Los Angeles.
Atoms for Peace se představili i na dalším festivalu, Fuji Rock 2010. Šlo zároveň o první vystoupení mimo území Spojených států. V rozhovoru z 21. září 2011 Thom prozradil, že s Fleam dokončují společné album. Zmínil se o něm i Flea a potvrdila se účast Nigela Godricha v pozici producenta. 6. září 2012 vydali Atoms for Peace na iTunes singl „Defaul“" a představili oficiální webovou stránku. Album Amok vydali 25. února 2013 ve vydavatelství XL Recordings.
V únoru 2013 pořadatelé festivalů Pohoda a Melt! oznámili, že Atoms for Peace budou hlavními hvězdami na obou z nich. Ve stejném měsíci skupina zveřejnila video k písni „Ingenue“ z debutového alba Amok. Thom Yorke v klipu tančí s tanečnicí Fukiko Takase.
V březnu 2013 bubeník Red Hot Chili Peppers Chad Smith, potvrdil účast Flea a perkusionistu Chili Peppers Maura Refoscona na turné Atoms for Peace. Turné s trváním od července do listopadu 2013 mělo více než 20 zastávek po celém světě. Přípravy jedenáctého studiového albu Chili Peppers tak museli odložit.

### Název
Název dostala skupina až v únoru 2010. Na poutačích v LA byla označena jako „??????“ a na oficiálních poutačích festivalu Coachella Valley Music and Arts Festival v roce 2010 jako „Thom Yorke????“. Na oficiální internetové stránce ji nazývali zkrátka „Thom Yorke“. Když Yorke na stránce Radiohead ohlásil na duben 2010 americké turné, oficiální skupinu nazval „Atoms for Peace“. V březnu 2010 na Twitteru napsal: „Rozhodli jsme se, že se budeme jmenovat Atoms for Peace. Doufám, že se vám název líbí“.
Skupina nese název projevu amerického prezidenta Dwighta D. Eisenhowera z roku 1953 a písně z Yorkové debutového alba, The Eraser. Na oficiální stránce je pod názvem skupiny větu „Nerth Nuclerek? Na Vynnav“. V kornštině to znamená „Atomová energie? Ne, děkuji.“ Jde o slogan z loga, známého pod názvem Smiling Sun, který se objevil v 49 jazycích, včetně kornštiny.

## Členové
- Thom Yorke – zpěv, kytara, klavír, klávesy, perkuse
- Flea – baskytara, melodika, klávesy
- Nigel Godrich – klávesy, kytara, doprovodné vokály, perkuse
- Mauro Refosco – perkuse, doplňkové bicí, marimba
- Joey Waronker – bicí

## Diskografie
- Amok (2013)

### Single
- „Tamer Animals“ / „Other Side“ (2012)
- „Default“ (2012, Amok)
- „Judge, Jury and Executioner“ (2013, Amok)
- „Before Your Very Eyes …“ (2013, Amok)

### Hudební videa
- „Judge, Jury and Executioner“ (2013, režisér Tarik Barri)
- „Ingenua“ (2013, režisér Garth Jennings)